# Comuna Lantrativka, Ohtîrka
Lantrativka (în ucraineană Лантратівка) este o comună în raionul Ohtîrka, regiunea Sumî, Ucraina, formată din satele Duhovnîce, Lantrativka (reședința) și Novopostroiene.

## Demografie
Componența lingvistică a comunei Lantrativka
     Ucraineană (97,83%)
     Rusă (2,17%)
Conform recensământului din 2001, majoritatea populației comunei Lantrativka era vorbitoare de ucraineană (97,83%), existând în minoritate și vorbitori de rusă (2,17%).